# Uaru
Uaru – rodzaj słodkowodnych ryb okoniokształtnych z rodziny pielęgnicowatych (Cichlidae). 
Pochodzą z Ameryki Południowej – z dorzeczy Orinoko i Amazonki. Podobnie jak u ryb z rodzaju Symphysodon szczególną cechą rodzaju Uaru jest sposób karmienia młodych wydzieliną ze skóry obojga rodziców.

## Klasyfikacja
Gatunki zaliczane do tego rodzaju:
- Uaru amphiacanthoides Heckel, 1840
- Uaru fernandezyepezi Stawikowski, 1989

## Przypisy

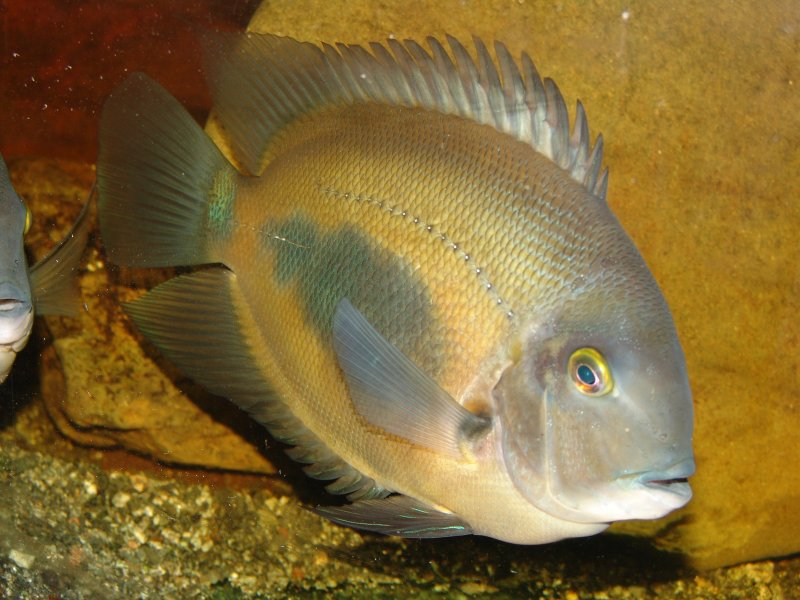
Uaru amphiacanthoides